# Philip Dunne (réalisateur)
Pour les articles homonymes, voir Dunne.
Philip Dunne est un scénariste et réalisateur américain, né le 11 février 1908 à New York et mort le 2 juin 1992.

## Biographie
Il est le fils de l'humoriste Finley Peter Dunne, et de Margaret Abbott, médaillée à la compétition de golf des Jeux olympiques de Paris de 1900. C'est un scénariste hollywoodien qui a reçu deux nominations aux Oscars.
Pour faire face au Comité des activités-américaines du sénateur Joseph McCarthy, il co-fonde le Comité pour le premier amendement (donc en faveur de la liberté d'expression), avec Myrna Loy, John Huston et William Wyler. Il est aussi cofondateur de la Screen Writers Guild (en), et siège au conseil d'administration de l'Academy of Motion Picture Arts and Sciences (AMPAS), de 1946 à 1948.

## Filmographie partielle

### En tant que scénariste
- 1934 : Student Tour de Charles Reisner
- 1936 : Le Dernier des Mohicans (The Last of the Mohicans) de George B. Seitz
- 1937 : Amour d'espionne (Lancer Spy) de Gregory Ratoff
- 1938 : Suez d'Allan Dwan
- 1939 : La Mousson (The Rains Came) de Clarence Brown
- 1939 : Swanee River de Sidney Lanfield
- 1939 : Stanley et Livingstone (Stanley and Livingstone) de Henry King et Otto Brower
- 1940 : Johnny Apollo de Henry Hathaway
- 1941 : Qu'elle était verte ma vallée (How Green Was My Valley) de John Ford
- 1942 : Le Chevalier de la vengeance (Son of Fury: The Story of Benjamin Blake) de John Cromwell
- 1947 : Un mariage à Boston (The Late George Apley) de Joseph L. Mankiewicz
- 1947 : L'Aventure de madame Muir (The Ghost and Mrs. Muir) de Joseph L. Mankiewicz
- 1948 : L'Évadé de Dartmoor (Escape) de Joseph L. Mankiewicz
- 1951 : David et Bethsabée (David and Bathsheba) de Henry King
- 1951 : La Flibustière des Antilles (Anne of the Indies) de Jacques Tourneur
- 1952 : Lydia Bailey de Jean Negulesco
- 1952 : Le Gaucho (Way of a Gaucho) de Jacques Tourneur
- 1948 : L'Énigmatique Monsieur Horace (The Luck of the Irish)
- 1953 : La Tunique (The Robe) de Henry Koster
- 1954 : Les Gladiateurs (Demetrius and the Gladiators) de Delmer Daves
- 1954 : L'Égyptien (The Egyptian) de Michael Curtiz
- 1955 : Le Train du dernier retour (The View from Pompey's Head) de Philip Dunne
- 1956 : L'Impudique (Hilda Crane) de Philip Dunne
- 1956 : Je ne suis pas un espion (Three Brave Men) de Philip Dunne
- 1958 : 10, rue Frederick (Ten North Frederick) de Philip Dunne
- 1959 : Blue-jeans (en) (Blue Denim) de Philip Dunne
- 1965 : L'Extase et l'Agonie (The Agony and the Ecstasy)  de Carol Reed
- 1965 : Les Yeux bandés (Blindfold) de Philip Dunne

### En tant que réalisateur
- 1955 : Le Prince des acteurs (Prince of Players)
- 1955 : Le Train du dernier retour (The View from Pompey's Head)
- 1956 : L'Impudique (Hilda Crane)
- 1956 : Je ne suis pas un espion (Three Brave Men)
- 1958 : 10, rue Frederick (Ten North Frederick)
- 1958 : Le Temps de la peur (In Love and War)
- 1959 : Blue-jeans (en) (Blue Denim)
- 1961 : Amour sauvage (Wild in the Country)
- 1962 : L'Inspecteur (The Inspector)
- 1965 : Les Yeux bandés (Blindfold)